# Ravine Pierre
Die Ravine Pierre ist ein kurzer Zufluss des Pagua River im Osten von Dominica im Parish Saint Andrew.

## Geographie
Die Ravine Pierre entspringt in der Ostflanke der Pagua Hills bei Bambou auf ca. 400 m über dem Meer und fließt stetig und in steilem Verlauf nach Osten. Südlich von Coffee mündet er kurz unterhalb und gegenüber der Ravine Chewai Blanc von Westen und von links in den Pagua River. Der Fluss ist ca. 1,3 km lang.